# Volta a Llombardia 1934
La Volta a Llombardia 1934 fou la 30a edició de la Volta a Llombardia. Aquesta cursa ciclista organitzada per La Gazzetta dello Sport es va disputar el 21 d'octubre de 1934 amb sortida i arribada a Milà després d'un recorregut de 245 km.
La competició fou guanyada per l'italià Learco Guerra (Maino-Clement) per davant dels seus compatriotes Mario Cipriani (Frejus) i Domenico Piemontesi (Maino-Clement).

## Classificació general
|    | Ciclista            | Equip         | Temps      |
| -- | ------------------- | ------------- | ---------- |
| 1  | Learco Guerra       | Maino-Clement | 7h 34' 00" |
| 2  | Mario Cipriani      | Frejus        | m. t.      |
| 3  | Domenico Piemontesi | Maino-Clement | m. t.      |
| 4  | Pietro Rimoldi      | Bianchi       | m. t.      |
| 5  | René Vietto         | Individual    | m. t.      |
| 6  | Francesco Camusso   | Gloria        | m. t.      |
| 7  | Remo Scorticati     | Individual    | m. t.      |
| 8  | Severino Canavesi   | Legnano       | m. t.      |
| 9  | Giovanni Cazzulani  | Gloria        | m. t.      |
| 10 | Edoardo Molinar     | Individual    | m. t.      |